# بالي قصر سبور
بالق أسير سبور (بالتركية: Balıkesirspor)‏ هو نادي كرة قدم تركي تأسس في 1966 ، يقع مقره الرئيسي في بالق أسير، ويلعب في دوري الدرجة الأولى التركي.

## وصلات خارجية
- الموقع الرسمي